# Scotteiland
Het Scotteiland is een klein onbewoond eiland van vulkanische oorsprong in de Zuidelijke Oceaan. Het eiland is 370 meter lang en 180 meter breed, en heeft een oppervlakte van 0,4 km². Haggits Pilaar is een nog kleiner eiland er vlakbij (zie foto). Het eiland werd ontdekt en voor het eerst betreden in 1902 door Kapitein William Colbeck. Het eiland stond vroeger bekend als het Markhameiland.
Het eiland maakt deel uit van de Nieuw-Zeelandse claim op Antarctica (Ross Dependency).

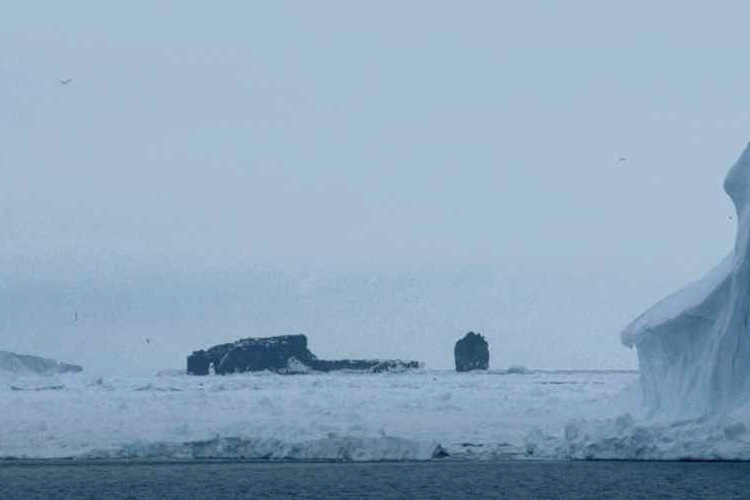
Scotteiland en Haggits Pilaar
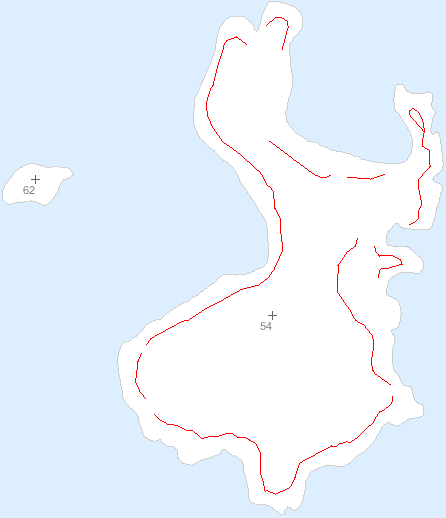